# Илиамна (аэропорт)
Аэропорт Илиамна (англ. Iliamna Airport), (ИАТА: ILI, ИКАО: PAIL, FAA LID: ILI) — государственный гражданский аэропорт, расположенный в 5,5 километрах к западу от района Илиамна (Аляска), США.

## Операционная деятельность
Аэропорт Илиамна расположен на высоте 59 метров над уровнем моря и эксплуатирует четыре взлётно-посадочные полосы, две из которых предназначены для приёма гидросамолётов:
- 7/25 размерами 1551 × 30 метров с асфальтовым покрытием;
- 17/35 размерами 1463 × 30 метров с асфальтовым покрытием;
- E/W размерами 914 × 122 метров для гидросамолётов;
- N/S размерами 881 × 122 метров для гидросамолётов.

За период с 31 декабря 2003 по 31 декабря 2005 года аэропорт Илиамна обработал 15 400 операций взлётов и посадок самолётов (в среднем 42 операции ежедневно), из которых 73 % пришлось на авиацию общего назначения и 27 % — на рейсы аэротакси. В данный период в аэропорту базировалось 18 воздушных судов, из них 89 % — однодвигательные самолёты и 11 % — многодвигательные.